# Soerip
Soerip (Banyuwangi, 22 de octubre de 1921 - Yakarta, 7 de mayo de 1992) fue una cantante  y actriz de cine indonesia.

## Biografía
Soerip nació en Banyuwangi, East Java, Indias Orientales Neerlandesas, el 22 de octubre de 1921. Sólo completó dos años de su escuela primaria antes de que ella se retirara. Más adelante se convirtió en un cantante kroncong, a menudo ella era considerada como la señorita Soerip. Debido a su hábito de bateo de sus pestañas, cuando al mismo tiempo cantaba, ella también fue apodada como la "Si Mata Roda".
En 1940, Soerip hizo su debut cinematográfico en películas como "Zoebaida", dirigida por Njoo Cheong Seng, un director de Cine Oriental.  Esto fue seguido en 1941 por otra película titulada "Panggilan Darah", en la que Soerip fue echada junto con Dhalia, como hermanas huérfanas que trataban ganarse la vida en la capital colonial de Batavia (hoy Yakarta). Cuando la empresa cerró, era entonces algo incapaz de recuperar sus gastos. Soerip se trasladó a otra empresa llamada "Majestic Productions". Luego trabajó como actriz en tres producciones, en compañía como: Air Mata Iboe, Djantoeng Hati y Pantjawarna.

## Filmografía
| - Zoebaida (1940) - Air Mata Iboe (1941) - Panggilan Darah (1941) - Djantoeng Hati - Pantjawarna (1941) - Sopir Taksi (1973) - Fajar Menyingsing (1975) - Anak Emas (1976) - Akulah Vivian (Laki-laki Jadi Perempuan) (1977) - Koboi Cilik (1977) - Duo Kribo (1977) - November 1828 (1978) - Rembulan dan Matahari (1979) | - Usia 18 (1980) - Seputih Hatinya Semerah Bibirnya (1980) - Perempuan dalam Pasungan (1980) - Bunga-bunga Perkawinan (1981) - Tirai Malam Pengantin (1983) - Luka Hati Sang Bidadari (1983) - Telaga Air Mata (1986) - Beri Aku Waktu (1986) - Di Balik Dinding Kelabu (1986) - Aku Benci Kamu (1987) - Sesaat dalam Pelukan (1989) - Dua dari Tiga Laki-laki (2 dari 3 Laki-laki) (1989) - Cintaku di Way Kambas (1990) - Sejak Cinta Diciptakan (1990) |

## Obras citadas
- Apa Siapa Orang Film Indonesia [What and Who: Film Figures in Indonesia] (en indonesian). Jakarta: Indonesian Ministry of Information. 1999. OCLC 44427179.
- Biran, Misbach Yusa, ed. (1979). Apa Siapa Orang Film Indonesia 1926–1978 [What and Who: Film Figures in Indonesia, 1926–1978]. Sinematek Indonesia. OCLC 6655859.
- Biran, Misbach Yusa (2009). Sejarah Film 1900–1950: Bikin Film di Jawa [History of Film 1900–1950: Making Films in Java] (en indonesian). Jakarta: Komunitas Bamboo working with the Jakarta Art Council. ISBN 978-979-3731-58-2.
- «Filmografi Soerip» [Filmography for Soerip]. filmindonesia.or.id (en indonesian). Jakarta: Konfiden Foundation. Archivado desde el original el 23 de mayo de 2013. Consultado el 30 de marzo de 2013.
- «Panggilan Darah». filmindonesia.or.id (en indonesian). Jakarta: Konfiden Foundation. Archivado desde el original el 26 de julio de 2012. Consultado el 26 de julio de 2012.
- «Soerip, Miss». Encyclopedia of Jakarta (en indonesian). Jakarta City Government. Archivado desde el original el 30 de marzo de 2013. Consultado el 30 de marzo de 2013.

- Datos: Q15720848
- Multimedia: Soerip / Q15720848